# Corte de Apelaciones de La Serena
La Corte de Apelaciones de La Serena es la corte de apelaciones chilena que tiene asiento en la ciudad de La Serena y cuyo territorio jurisdiccional actual comprende la Región de Coquimbo.

## Historia
La Corte de Apelaciones de La Serena fue creada por una ley de 26 de noviembre de 1845, junto a la de Concepción, y su puesta en funciones fue determinada por una de 7 de julio de 1849.
Por un decreto supremo del presidente Manuel Bulnes se fijó como fecha para su instalación el 1 de septiembre de 1849; sin embargo, por indicación de su primer regente, Juan Manuel Cobo, esta corte fue instalada el 28 de agosto de aquel año.
Su primer edificio sede estuvo ubicado en una casa ubicada en el costado sur de la Plaza de Armas y sus primeros miembros fueron: Juan Manuel Cobo (regente), José Miguel Bascuñán, Gaspar Carrera y Bernardino Antonio Vila (fiscal judicial).
En marzo de 1854 la corte fue trasladada a la ubicación que ocupa en la actualidad.

## Composición
Para el Año Judicial 2024, la Ilustrísima Corte de Apelaciones de La Serena se encuentra conformada por los siguientes miembros: 
- Presidente: Iván Roberto Corona Albornoz
- Ministros:
  - Christian Le-Cerf Raby
  - Felipe Pulgar Bravo
  - Sergio Troncoso Espinoza
  - Marcela Sandoval Durán
  - Gloria Negroni Vera

- Relatores
  - Felipe Vilches Contreras
  - Lorena Velásquez Madriaza
  - Javier Cancino Lagos
  - Eduardo Silva Jerez
  - Iván Vial Aguilar.
- Abogados integrantes[1]
  - Jorge Fonseca Dittus
  - Carolina Salas Salazar
  - Elvira Badilla Poblete
  - Gabriel Gallardo Verdugo
  - Pía Bustos Fuentes
- Fiscales Judiciales:
  - Pilar Aravena Gómez
  - Miguel Montenegro Rossi
- Secretario: Roxana Camus Argaluza
- Oficial 1°: Soledad Sepúlveda Fonck